# Paus
Paus (tidligere også Pauss og de Paus) er en norsk patricierslægt, som først kendes fra Oslo i 1500-tallet. I det 17. og 18. århundrede var slægten var blandt de fremste indenfor den regionale elite, det såkaldte embedsaristokrati i Øvre Telemark, der præste- og dommerembeder i praksis var arvelige i familien i lange perioder. Fra det 19. århundrede har mange slægtsmedlemmer været skibsredere, grosserere og godsejere. Slægtsmedlemmer er bosat i Norge, Danmark, Sverige og Storbritannien. Pavelig kabinetskammerherre Christopher Tostrup Paus (1862–1943), der var arving til et af Norges største trælastfirmaer og der bl.a. var bosat i København, forlenedes af pave Pius XI grevelig værdighed.

## Historie
De to præstebrødre fra Oslo Hans (1587–1648) og Peder Povelsson Paus (1590–1653), der åbenbart havde baggrund i eliten i 1500-tallets Oslo, har i lang tid været kendt som familiens ældste sikre stamfædre.
S.H. Finne-Grønn fører i sin bog Slekten Paus slægten yderligere to generationer tilbage, til kannik ved Mariakirken i Oslo Hans Olufsson (d. 1570), der var præst i den kongelige kapelgejstlighed i Norge både forinden og efter Reformationen, og der havde adelig rang. Navnet Paus er kendt i Oslo i det 14. og 15. århundrede, med lagmand i Oslo Nikolas Paus (nævnt 1329–1347) og bygården Pausen (nævnt 1324–1482), der sandsynligvis blev opkaldt efter lagmanden eller hans familie, men en mulig forbindelse mellem disse og den senere familie er ikke blevet afklaret. Under enhver omstendighet er slægten den eneste der dokumenterbart stammer fra middelalderbyen Oslo, der brændte ned i 1624.
Fra sognepræst i Fredrikstad Hans Povelsson Paus (1587–1648) stammer en fåtallig efterslægt i mandslinjen, mens sognepræst i Kviteseid og provst i Øvre Telemark Peder Povelsson Paus (1590–1653) har en stor efterslægt. Slægtsmedlemmer har i århundreder været præster, dommere og andre embedsmænd, skibsredere, proprietærer og godsejere i Norge og Sverige, fabrikejere, kammerherre, Stortingsrepræsentant, general, krigskommissær mm. Medlemmer af slægten lever bl.a. i Norge, Sverige og Danmark.
Kunstsamleren Christopher Tostrup Paus (f. 1862 i Christiania, d. 1943 i Skodsborg), godsejer og pavelig kabinetskammerherre, forlenedes af pave Pius XI arvelig grevelig værdighed og tilhørte således den officielle adel i Vatikanstaten og Kongeriget Italien og den ikke-introducerede adel i Sverige som medlem af Ointroducerad adels förening. Christopher Tostrup Paus ejede godserne Narverød i Norge, Trystorp og Herresta i Sverige, og ejendommen Magleås på Sjælland; han var søn af krigskommissær Johan Altenborg Paus (1833–1894), der var fætter af Henrik Ibsen, og Agnes Tostrup hvis far ejede trælastfirmaet Tostrup & Mathiesen (det nuværende Mathiesen Eidsvold Værk respektive Moelven Industrier). I Sverige ejer efterkommere efter Herman Paus og Tatjana Tolstoj flere gods i dag, bl.a. Herresta ved Mariefred. Denne gren stammer bl.a. fra Leo Tolstoj.
Slægten har familiebånd til bl.a. slægterne Løvenskiold, Wedel-Jarlsberg, Tolstoj, Munthe af Morgenstierne, Garth-Grüner, Nissen, Collett og den norske slægt Ibsen. Blandt slægtens efterkommere finder man bl.a. Henrik Ibsen (gennem hans mormor Hedevig Paus og fars stefar Ole Paus). En linje af slægten nedstammer bl.a. fra bankierfamilien Berenberg-Gossler der ejer Berenberg Bank i Hamborg.
Til slægtens kendte medlemmer hører den norske troubadour Ole Paus. Andre kendte medlemmer er præsident i Norges Røde Kors Nikolai Nissen Paus, stormester i Den Norske Frimurerorden Bernhard Paus, general Ole Otto Paus, amtmand og stortingsrepræsentant Christian Cornelius Paus, komponisten Marcus Paus og stifteren af Fransiskushjælpen Brita Collett Paus.

## Våben
Sognepræst i Hjartdal Povel Pedersson Paus (1625–1682) var blandt de 87 norske gejstlige der underskrev Suverænitetsakten (Enevoldsarveregeringsakten) i 1661 – Danmark-Norges nye forfatning – og hans segl på Suverænitetsakten viser en stående trane med kugle i løftet klo, en vagtsom trane.
Hans søn, sorenskriver (dommer) i Øvre Telemark Cornelius Paus (1662–1723), førte et våben med en vildmand, og Cornelius' nevø, sorenskriver Peder Paus (1691–1759), førte et våben med due med olivenkvist i næbbet på en slange.
Det nuværende våben blev antaget i slutningen af 1800-tallet, inspireret af et våben fra 1300-tallet, og er blasoneret i Hallvard Trættebergs bog Norske By- og Adelsvåben således: »Rød bunn, sølv oksehode med hals øverst til høire gullstjerne«. Dette våben blev fastsat ved det grevelige adelsbrev. I Sveriges ointroducerade adels kalender er det grevelige våben blasoneret således:
»I rödt fält ett silfverne oxhofvud, växande ur vänstra sköldranden, samt i öfre högra hörnet en gyllene sexuddig stjärna; två hjälmer, på den högra två buffelhorn, växelvis delade i silfver och rödt, på den vänstra en vinge i silfver och svart; hjälmtäcken till höger i silfver och rödt, till vänster i silfver och svart«.
Våbnet blev også anvendt som kun skjold med rangkrone.